# Korsträsk
Korsträsk è un'area urbana della Svezia situata nel comune di Älvsbyn, contea di Norrbotten.
La popolazione rilevata nel censimento 2010 era di 323 abitanti .